# Lafayette (Oregon)
Lafayette és una població dels Estats Units a l'estat d'Oregon. Segons el cens del 2006 tenia 3.440 habitants.

## Demografia
Segons el cens del 2000, Lafayette tenia 2.586 habitants, 841 habitatges, i 656 famílies. La densitat de població era de 1.109,4 habitants per km².
Dels 841 habitatges en un 44% hi vivien nens de menys de 18 anys, en un 62,3% hi vivien parelles casades, en un 11,3% dones solteres, i en un 21,9% no eren unitats familiars. En el 16,6% dels habitatges hi vivien persones soles el 4,8% de les quals corresponia a persones de 65 anys o més que vivien soles. El nombre mitjà de persones vivint en cada habitatge era de 3,07 i el nombre mitjà de persones que vivien en cada família era de 3,43.
Per edats la població es repartia de la següent manera: un 32,7% tenia menys de 18 anys, un 8,8% entre 18 i 24, un 33,4% entre 25 i 44, un 17,3% de 45 a 60 i un 7,8% 65 anys o més.
L'edat mediana era de 31 anys. Per cada 100 dones de 18 o més anys hi havia 101,2 homes.
La renda mediana per habitatge era de 38.611$ i la renda mediana per família de 41.283$. Els homes tenien una renda mediana de 31.351$ mentre que les dones 22.466$. La renda per capita de la població era de 14.542$. Aproximadament el 10,7% de les famílies i el 13% de la població estaven per davall del llindar de pobresa.

## Poblacions més properes
El següent diagrama mostra les poblacions més properes.